# Uxin
Uxin, tidigare romaniserat Wushenchi, är ett mongoliskt baner som lyder under Ordos stad på prefekturnivå i den autonoma regionen Inre Mongoliet i norra Kina. Det ligger omkring 350 kilometer sydväst om regionhuvudstaden Hohhot. 

## Källa
1. ↑  http://www.geohive.com/cntry/CN-15_ext.aspx
2. ↑  Wahlén, Jan (red.), Bonniers universalatlas, Bonnier, Stockholm, 1970